# Ghiacciaio Chamberlin
Il ghiacciaio Chamberlin (in inglese Chamberlin Glacier) è un ghiacciaio situato sulla costa di Bowman, nella parte sud-orientale della Terra di Graham, in Antartide. Il ghiacciaio, il cui punto più alto si trova 549 m s.l.m., si trova in particolare sul versante orientale dell'altopiano Emimonto e da qui fluisce verso nord-est fino ad entrare nell'insenatura Whirlwind, circa 7 km a sud-est del ghiacciaio Matthes, e andando ad alimentare quello che rimane della piattaforma glaciale Larsen C.

## Storia
Il ghiacciaio Chamberlin fu scoperto da Sir Hubert Wilkins che lo fotografò durante una ricognizione aerea il 20 dicembre 1928. Dopo essere stato di nuovo fotografato, nel 1940, da parte del Programma Antartico degli Stati Uniti d'America, nel 1947 fu poi oggetto di un'altra ricognizione, questa volta da parte del British Antarctic Survey, che all'epoca si chiamava ancora Falkland Islands and Dependencies Survey, che lo mappò e lo battezzò con il suo attuale nome in onore del glaciologo e geomorfologo statunitense Thomas C. Chamberlin, professore di geologia all'Università del Wisconsin e a quella di Chicago.